# Domov a jiné planety
Domov a jiné planety je sci-fi kniha, kterou napsal český spisovatel Karel Blažek.

## Technická data o knize
Vydavatel knihy bylo brněnské nakladatelství Blok v roce 1989 ve své knižnici Fantastika. Vytištěna byla na Slovensku v nákladu 13 000 knih. Knihu ilustroval Milivoj Husák, grafické úpravy obálky a vazby udělal Ivan Soukup. Prodejní cena byla 27 Kč.

## Obsah knihy
Kniha nemá úvod, ani doslov. Příběh je členěn do šesti kapitol.
- Jak přišla Josefína
- Jak jsem se děsil
- Smutky
- Rozhovor o Africe
- Afrika
- Něco o holubech

Kniha nemá strhující tempo či velké napětí. Příběh je o spisovateli, který je zaměstnanec Ústavu kouzel a má všední starosti. Kolem úpravy nového bytu, aby dopsal knihu, kolem svého dosti byrokratického zaměstnání. A tím se prolíná fiktivní svět planety Kassandra, o níž knihu píše, postavy z ní se míchají s reálnými, prochází jeho bytem.